# Нума Помпилије
Нума Помпилије (лат. Numa Pompilius) био је, према предању, други легендарни краљ Рима, после Ромула. Владао је Римом од 714. п. н. е. до своје смрти 673. п. н. е.
Био је у љубавном односу са Егеријом, богињом изворности и порода, која је касније у писаним изворима означена као нимфа. Егерија га је, како каже легенда, срела код извора у светој шумици, а на једној ливади су са Нумом разговарале Егерија и Музе, а према мишљењу неких и неки други богови. Нума је био касније слављен због своје побожности.
У знак захвалности, наводно му је римски бог рата Марс послао штит на којем се налазило писмо пророчанства за које је везана судбина града Рима. Спознајући важност овог штита, Нума је дао израдити још једанаест других истих штитова. Ти штитови су познати под латинским називом ancile и били су ношени у процесији салијских свештеника у древног Рима.
По Нуминој смрти 673. п. н. е., Егерија га је претворила у бунар и сместила у арицијску шуму у Латији, мјесто обожавања Дијане, богиње месеца, дивљих животиња и шуме.

## Нумино порекло и однос са Питагором
Иако постоје родословља много тога није сигурно о времену краља Нуме. Неки Клодије је у „Хронолошком истраживању“ рекао како су стари пописи нестали када су Гали похарали град и да су ови садашњи кривотворени. Стога, говори се да је Нума био пријатељ Питагори, но неки сматрају да су они живели у размаку од пет генерација и да је у ствари реч о Спартанцу Питагори, олимпијском славодобитнику у трчању на шестој Олимпијади. Тако је Питагора помогао Нуми да уведе у Рим велики број лакедемонских правила, а с обзиром да је Нума био Сабињанин, а они порекло изводе од Лакедемоњана, јасно је што би инсистирали на истинитости ове тврдње. Ипак временски је след тешко утврдити јер је први попис олимпијских славодобитника направио у касно доба Хипија из Елиде не црпећи информације из поузданих извора.
Нов немир изби у граду у вези са постављањем новога краља. Тада се странци још нису сасвим стопили са првобитним становницима града и стадоше се препирати из којих редова треба да буде нови владар. Стари Римљани су гледали сумњичаво на Сабињане док су ови са правом сматрали да њихов краљ треба да влада с обзиром да су и они након смрти Тације прихватили Ромула, а нису се Риму придружили као слабији јачем већ као једнаки. Договоре се патрицији да свако од њих приноси жртве боговима 6 сати дању и 6 сати ноћу, време ове деобе, у ишчекивању избора будућег краља, Римљанима је познато као међувлашће.
Иако су патрицији тако поделили власт нису престала говоркања о томе како они не желе краља и како су од државе, зарад сопствена добра, начинили олигархију. Договоре се напослетку да свака странка бира краља из супротне странке те ће на тај начин краљ бити веран онима који га изабраше, а по сродству онима из чије је странке. Римљани изабраше Нуму Помпилија, човека велика угледа који није живео у Риму али је био познат по врлини, а Сабињани бејаху до те мере одушевљени да су били радоснији од Римљана који су га изабрали. Убрзо би послат посланик који ће позвати Нуму да преузме знаке краљевска достојанства. Нума је био из рода Куре, по ком су се Римљани и Сабињани и назвали Квиритима, од оца Помпона, високо цењена човека. Нума је био најмлађи од четворице браће, рођен управо на дан кад је Ромул утемељио Рим. Своје племенито порекло додатно је ојачао бавећи се науком и филозофијом уклањајући из срца све ружне страсти, а опет задојен храброшћу и поштењем. Он је, уместо на расипништва и уживања, слободно време трошио за службу боговима, а чак га је и Тације учинио својим зетом.
Нума је, напуштајући живот у граду, волео да већину времена проводи у природи на самотним местима. Неки су сматрали да му је своју љубав дала богиња Егерија, могуће је сматрати да су богови у својој узвишености волели друштво добра и надасве мудра човека, веровати да је једна богиња са њим уживала у телесном задовољству заиста је тешко. Плутарх говори о томе да су богови могли имати нека осећања слична љубави према људима и да су могли узети људско обличје али да телесно задовољство не би припало боговима и човеку већ бићу без божанске душе.
Нума је напунио 40 година када му дођоше посланици који ће том мирном и добром човеку понудити управу над градом који је ратом основан. У присуству оца и рођака Марција Нума одговори: „Свака је промена у људском животу опасна, али онога који не осећа никакве оскудице… само безумље наводи да другачије уређује свој живот… судбина оног који краљује у Риму не може се чак ни само назвати несигурном ако је судити по ономе што је задесило Ромула кога је стигао лош глас да се злочиначки уротио против свог савладара Тација, а његова га је смрт навукла на патриције да су га злочиначки убили… исти ти људи величају хвалоспевима Ромула… ја сам пак и смртна рода и отхрањен и одгојен од људи које добро знате… особине моје нарави… далеко су од особина човека који би имао бити краљем… моја добро позната и са мном срасла љубав према миру, делатностима туђим рату и људима који се састају само ради чашћења богова… а који иначе живе сами тежећи земљу или гајећи стоку. Вама је, међутим, Римљани… Ромул оставио многе ратове… граду треба краљ искусан и у напону снаге… тако да бих ја био смешан служећи боговима и учећи поштовању правде а мржњи према насиљу и рату град коме већма треба војсковођа него краљ“.
Римљани стадоше молити Нуму преклињући да их не баца поново у грађански рат јер је једини човек око ког су се оне странке усагласиле. Напослетку му Марције и отац рекоше: „… држи ипак краљевање служењем богу који диже велику праведност што је у теби и не допушта јој да почива и лежи неупотребљена те не бежи од власти… јер за разумна човека она је поље отворено… кроти срца људи… чинећи их наклоњенима према побожности путем преображујућег утицаја њихова владара… А ко зна није ли и тај победнички народ сит рата… Па ако су и посвема неумерени и махнити за ратом не би ли било боље да ти… другде усмериш њихову жестину, а да своме родноме граду и свему сабинском народу постанеш веза наклоности и пријатељства с градом крепким и моћним“. Тим су убеђивањима помогла изврсна знамења и упорне молбе Нуминих суграђана.
Тако Нума пође према Риму, а у близини града у сусрет му крену сенат и народ, доведоше га на Форум где му је Спурије Ветије, желео уручити знаке краљевског достојанства. Он даде народу на гласање и сви гласаше за Нуму али пре него што и прими знаке достојанства рече да прво мора видети божје знаке. Попе се потом на Капитол, тачније на Тарпејски брежуљак, са свештеницима и аугурима те почеше проматрати птице. Међу грађанима мукла тишина у ишчекивању, а након неког времена Нума сиђе и обуче краљевску одору те поче опште славље и речи о Нуми као божијем човеку. Преузевши власт најпре распусти чету од 300 сeleres које је Ромул држао уз себе јер Нума није желео показивати неповерење према онима који су га за краља изабрали. Постојећим свештеницима Јупитера и Марса дода трећег, Ромуловог, давши му назив flamen Quirinalis.

## Нумине реформе

### Прве и религијске реформе
Нума стаде разматрати начине на који може умирити Римљане, они се јесу уздигли ратом и по том питању су били и више него предузимљиви, ипак Нума их је желео учинити спремним за миран живот и подједнако тако предузимљивим. Он зато упути молитве боговима и принесе им жртве, а грађане придоби плесовима и забавама које је сам организовао, уједно усадивши им страх од надземаљских појава и упокоравајући њихову памет празноверјем. Велику је улогу у политици онога времена имало богослужење и обредни чин. Неки су сматрали да је Питагору познавао управу на основу тога што се прича да је овај припитомио орла причајући му басне и приче и натеравши га да слети њему. Такође, причало се да је дакле Нума био близак са богињама, а пре свега са Музама, поготово са музом Тацитом што би значило „Ћутљива“ или „Нема“ те је очигледно да је поштовао питагорејска начела ћутње. Поново по питагорејским схватањима Нума је забранио Римљанима да праве кипове богова као људи или животиња јер је (као према питагорејском учењу) сматрао да прапочело нема осећања, да је невидљиво, нестворено и само умом појмљиво. Зато су рани римски храмови били лишени сваког вида кипова током тих 150 година постојања града. На крају људи као доказ наводе да се, према комичком песнику Епихарму, Питагора налазио на листи људи са римским грађанским правом, речено је и да је Нума једном своме сину дао име Мамерко, по сину Питагорином, те да од њега потиче род Емилија, а сам Плутарх је слушао како Римљани приповедају како је било дато пророчанство по ком треба подићи споменике најхрабријем и најмудријем од Хелена на Форуму, први је споменик био Алкибијадов, други Питагорин. Ипак Нумино је познанство са Питагором веома упитно и не треба се узимати за истину.
Нуми се такође приписује и увођење функције врховна свештеника, pontifices, а он се сматра за првог вршиоца те функције. Једни сматрају да је реч настала од речи potens-моћан, други да је значење те рећи „могућ“ те да се односи на чињеницу да су свештеници обављали само жртве које су могуће, а уколико неку нису могли обавити то им не би било узето за зло, на крају трећи говоре да је изведено од речи pons, што значи мост, и да је превод титуле „градитељи мостова“ јер су на мосту вршене неке жртве, а свештеници су морали да га одржавају, Плутарх одбацује ову тврдњу рекавши да је мост изграђен за време Анка Марција. Врховни од понтифика вршио је дужност тумача вере и пророка, бавио се у јавним и приватним обредима и старао се да све буде према обичајима. Био је и надзорник светих девица Весталки, а Нуми се приписује и поштовање девица и чишћење вечне свете ватре коју чувају, пре свега јер је биће ватре чисто и неискварено, а и зато што се девичанство повезивало са њим. У Питу и Атини, где се света ватра такође не гаси, чувале су је удовице престаре за поновну удају. Ватра у Атини, приповеда се, била је угашена за Аристионове тираније, а у Делфима када су Међани спалили храм, за време Митридатова и грађанскога рата. Када се то деси ватра се мора изнова упалити чистом снагом Сунца. 
Кажу да су као Весталке прво одређене Геганија и Веренија, а потом Канулеја и Тарпеја, пошто је Сервије додао друге две одржао се њихов број до данашњих дана. Нума је одредио 30 година службе, 10 би училе о својим дужностима, 10 би их обављале, а последњих 10 би подучавале друге. Након тога оне су биле слободне да се венчају и да промене свој начин живота али мало њих се одлучило на тако нешто, а оне које и јесу нису доживеле срећу већ вечно кајање те је највећи део њих до смрти опстао у девичанској чистоћи. Али Нума им није поделио велике повластице, да могу да траже опоруку и да могу обављати друге послове као мајке троје деце, кад излазе у јавност да их прате ликтори и када сретну човека који иде на погубљене он мора бити помилован са тим да се она мора заклети да је сусрет био случајан. Онај ко прође испод носиљке у којој њих носе кажњава се смрћу. Она која прекрши девичански завет носи се на носиљкама потпуно свезана и у потпуној тишини, а грађани, исто тако тихо, прате носиљку преко Форума до једних мердевина које су се спуштале у хумку. Врховни свештеник би их ослободио, а онда би прочитао молитве и она би се спустила доле након чега би се земља набацивала и добро утабала, жива је закопана.
Говори се и да је Нума изградио Вестин кружни храм као хранилиште свете ватре и то по облику космоса јер су питагорејци сматрали да је земља елемент другог реда и да се окреће око велике ватре која се налази у средини. Слично је мишљење пред крај живота заступао Платон. 

### Салијци и Фецијали
Понтифици такође објашњавају погребне обичаје јер је Нума захтевао да се доњи богови поштују уобичајеним обредима, посебно нека поштују богињу Либиту која надзире свете почасти исказиване мртвима. Сам је Нума одредио време жалости, за дететом млађим од три године не треба жалити, за старијим се не жали више месеци него што је поживело година до 10, док се дуже не жали ни једна доб већ је 10 месеци уобичајено време жалости. Нума је увео и многе друге свештенике али поменуће Плутарх Салијце и Фецијале. Фецијали су добили име по својој функцији која се састојала у томе да речју мире свађе пре но што изазову рат. Одлазили би код неправедног да га убеде да поступа праведно, ако им то не би успело онда би у домовини дали пристанак за рат пошто је он праведан, а пре тога би прочитали молитву и бацили клетву на земљу уколико почиње неправедан рат. Ако Фецијали не би дали пристанак за рат, ни краљ ни било ко други није смео да га започне иначе ће наступити божји гнев. Прича се да су Гали опседали Клузи када је, као посланик, у њихов табор дошао Фабије Амбуст који је непромишљено изазвао на двобој галског првака и убио га. Гали су тражили да им се Амбуст преда и Фецијали су у сенату говорили да је то исправно али како је овај био утицајан није предат и зато се догодило оно галско освајање Рима.
Свештенике Салијце је Нума установио следећим поводом: у 8. години његовог владања страшна пошаст се рашири Италијом и узнемири Рим. Тада је метални штит пао Нуми у руке и он даде објашњење да је штит дошао као спас граду и да га треба брижљиво чувати, то је чуо од Егерије и Муза. Нума да да се начини 11 других штитова да се у рату непријатељ не би дочепао правог, пошто то нико од уметника није хтео то учини Ветурије Мамурије и то тако вешто да ни сам Нума није знао који је прави. Нареди да се место где је штит пао посвети Музама као и ливаде на којима су оне разговарале са Нумом, а извор који је текао поред ливада Нума посвети Весталкама. По паду штита пошасти заиста нестадоше. Чување и бригу о штитовима он додели Салијцима који нису названи, како неки мисле по Салију са Самотраке који је први почео подучавати плес у оружју, већ по самом плесу који су Салијци обављали сваког марта када су носили кроз град штитове. Они су носили гримизне тунике, појас, капе и бодеже којима ударају у штитове, а плес је пре свега ствар ногу. Саме штитове назваше ancilia због њиховог закривљеног кружног облика, или због тога што се носе на лакту, или од речи за „одозго“, „излечења“, „престанка“… кажу да је Мамурију Нума као награду доделио помињање његова имена у песми Салијаца мада неки кажу да се не говори Ветурије Мамурије, већ veterem memoriam-давни спомен.

### Следеће Нумине реформе
Нума је потом покрај Вестина храма саградио Регију, царску палату, у којој је проводио највише времена бавећи се службом. Такође када би кренула молитвена поворка гласници су ишли испред са трубом како би људи престали било какав рад јер је Нума, слично питагорејцима, сматрао да не треба служба да буде споредна ствар коју грађани прате радећи нешто друго, а такође је желео очистити улицу од уздаха, стењања и било каквих других сметњи служби које рад доноси. Од још питагорејских правила Нума је донео ова: да се не седи на житној мерици, да се мачем не чепрка по ватри, да се не окреће при одласку од куће те да се небеским боговима приноси непаран, а подземнима паран број жртава.
Нума је постао тако популаран и његове приче, премда необичне, грађани су сматрали истинама. Говори се да је једном приликом Нума позвао, не мали број суграђана, на вечеру где је изнео једноставно посуђе и проста јела, а када су почели са вечером он је рекао да ће их посетити богиња са којом живи. Од једном је сво посуђе постало скупоцено, а сва храна на столу егзотична и постављена у великим количинама. У другој ситуацији, док је Авентин још био шумовит и пун извора тамо су живели Пико и Фаун, полубогови који су ишли по Италији и давали људима опојне напитке. Њима је Нума у извор са ког су пили ставио мешавину вина и меда те они пред његовим очима посташе грозне приказе и рекоше му многе будуће догађаје па чак и ураде грома. Они му рекоше да мора да прочисти то место помоћу лука, власи и рибе. Неки пак кажу да је сам гневни Јупитер сишао и рекао Нуми да мора прочистити извор (мислећи на живе жртве) али га је Нума умилостивио и овај му рече да прочисти извор луком, власима и рибом.
Кажу да је он први изградио храм Доброј Вери, којом се Римљани заклињу и коју је захтевао да посебно поштују и богу Термину, богу међа ком је захтевао да се не приносе крвне жртве. Потом је Нума прецизно одредио међе града јер је Ромул много тога присвојио ратом. Поделио је Нума земљу сиромашнима јер ће је они обрађивати у миру, а у рату најбоље бранити, те је учио своје грађане да је земљорадња најважније занимање. Подели он обрадиву земљу на округе које је назвао pagi и у свакоме одредио надзорника и стражарске патроле, а кад би сам посматрао поља грађана, оне вредне и марљиве уздизао је на узвишене положаје док је оне немарне грдио настојећи их довести памети.
Једна од најважнијих реформи била је подела грађана на занимања. Пошто је тада и даље владао сукоб и нетрпељивост између два племена (Римљани и Сабињани) Нума одлучи да их разбије на ситније скупове како би се прва подела занемарила и како би почели боље међусобно кореспондирати. Подели их на: музичаре, златаре, тесаре, бојадисаре, постоларе, кожаре, коваче и лончаре, оставивши још једно место за остале занате, подели их на цехове, одреди састанке, богослужења и друго растуривши поделу на Римљане и Сабињане. Хвали се код њега и исправка закона по ком очеви могу продавати синове. Он је изузео ожењене јер је сматрао неприкладним да жена која се удала за слободног живи као ропкиња.

### Реформа календара
Прихватио се и уређења календара, не баш строгом прецизношћу али не без научне подлоге. До тада су Римљани одређивали дужину месеци „противно здравом разуму“ дајући неком месецу 20, неком 35, а неком и више дана. Нису они тада наиме знали ништа о кретању Сунца и Месеца већ су се само старали да година има 360 дана. Нума израчуна да месечева година има 354, а сунчева 365 дана те он уведе сваке друге године иза фебруара преступни месец који су Римљани називали мерцедином, а који је имао 22 дана. Ова промена учини март, који је био први, трећим месецом, а јануар првим; са друге стране фебруар, који је био дванаести и последњи сада учини другим. Многи кажу да је Нума јануар и фебруар увео само јер су Римљани имали 10 месеци у години.
Ово су докази да су Римљани ређали 10 месеци у години: назив последњег месеца у години је још увек „десети“, да је март био први показује редослед јер је пети од њега називан „петим“ и тако даље, а када су уведени јануар и фебруар споменути месец су и даље звали „петим“, а бројали га као седми. Први месец, март, Ромул је посветио Марту (Марсу); април је посвећен Афродити од чијег је имена изведен; мај се зове по Маји, мајци Меркуровој; јуни се зове по Јунони; сваки следећи месец се назива према свом реду (пети, шести… до десетог); затим пети би назван јули по Цезару; шести пак август, по Октавијану; по Домицијановој смрти настадоше септембар и октобар; а једино су последња два сачувала своје име по редоследу који су имали на почетку. Од месеци што их је Нума преместио фебруар је имао везе са очишћењем и тада су приношене жртве покојницима и славе се светковине Луперкалија. Први месец, јануар, назван је по Јану; а Плутарх сматра да је Нума уклонио месец назван по Марсу (богу рата) са првог места јер је желео да се више цене грађанске моћи од војничких. За Јана се сматра да је био полубог или краљ који је изменио људски живот учинивши га грађанским и друштвеним наспрам пређашњег дивљаштва и зверског начина живљења.
У Риму постоји и храм Јана са двојним вратила која се називају врата рата. Уобичајено је да буде отворен када је време рата, а затворен током мира. Једино за време Августа врата су била затворена након победе над Антонијем и пре тога за конзуловања Марка Атилија и Тита Манлија. За Нумина краљевања међутим није виђен отворен нити један дан, већ је био затворен без прекида 43 године јер не само да је краљева благост и богопоштовање умирило Римљане већ је смирило целу Италију и сви су уживали у чарима весеља и гозби место у ужасима рата. Кажу људи да су чак и песничке хиперболе преслабе да прикажу тадашње стање мира. Нума је заправо једини пример онога што је Платон доста касније изрекао да само владавина краља са филозофском мудрошћу може да постигне апсолутни мир и успешно вођење државе. Нума је своје поданике надахнуо, био је човек од врлине.

## Нумина породица и смрт
У погледу његових бракова и деце настала су многа мишљења. Једни кажу да није склопио брак осима са Тацијом и да је имао само кћер Помпилију, други пак кажу да је осим ње имао синове Помпона (од ког је настао род Помпонија), Пина (род Пинарија), Калпа (род Калпурнија) и Мамерка (род Мамерција). Трећи опет кажу да аутори који заступају другу тезу само желе да се додворавају овим породицама и они говоре да је Помпилија била кћи Лукреције, друге жене коју је Нума оженио након што је постао краљ, а да је Марције био син оног Марција што је Нуму молио да прихвати краљевско жезло (Тај старији Марције је уживао велики углед у сенату и такмичио се са Хостилијем око краљевског места, а када је изгубио извршио је уморство глађу). Будући краљ, Анко Марције, краљ после Тула Хостилија у ствари је, кажу, био син овог млађег Марција и Помпилије и имао је свега 5 година када је Нума умро смрћу нити брзом нити изненадном, од старости и лаке болести. Умро је проживевши нешто преко 80 година. 
На Нумин погреб дошли су сви без изузетка и они најугледнији носили су тело, приносили жртвене дарове, а за њима је ишла поворка уплаканих жена и деце као да испраћају каква младића у напону снаге, а не старца. Нума је забранио да му се тело преда ватри и покопан је на Јаникулу, са једне стране тело, са друге стране богослужбене књиге које је сам написао, а које је дао свештеницима добро да подуче, а да их онда закопају са њим. Анћанин пак извештава да је са њим сахрањено 12 свештеничких и исто толико филозофских књига. Скоро 400 година касније киша је однела хумке и открила место покопа, тела није било али су списи нађени и, сматрајући да би било срамотно износити јавно све узвишености тију списа, конзули дадоше да се спале на Комицију. Нумину су славу још више удесили потоњи краљеви. Тројица од њих нису умрла природном смрћу, а овај последњи је прогнан. Туло Хостилије, непосредни Нумин наследник, народу је пак вратио стару вољу за ратом подсмевајући се Нуминој побожности. Сам је, кажу људи, изгорео од ударца грома. 
 Неки кажу и да је изведен од речи за „отварање“ мислећи се притом на пупољке.

 Неки тврде да су ова два названа по речима maiores-старије и iuniores-млађе.